# Elektrostatična razelektritev
Elektrostatična razelektritev ali elektrostatično razelektrenje (kratica ESR) je resna težava v električnih vezjih, kot so na primer integrirana vezja. Integrirana vezja so narejena iz polprevodniških materialov, kot je silicij, in izolacijskih materialov, kot je silicijev dioksid. Vsak od teh materialov lahko utrpi trajne poškodbe, ki nastanejo ob visoki napetosti. Da bi se temu izognili, so izumili vezja oziroma naprave, ki preprečujejo nastajanje elektrostatike.

## Vzroki za ESR (elektrostatična razelektritev)
Eden od vzrokov za ESR je statična elektrika. Statična elektrika se pogosto ustvari med ločevanjem električnih nabojev, ki se pojavijo, ko dva primerna materiala staknemo ali drgnemo in ju nato ločimo. Kot primer navedimo hojo po preprogi, drgnjenje s plastičnim glavnikom po suhih laseh, drgnjenje balona in puloverja, drgnjenje obleke in tkanine na sedežu avtomobila ali odpiranje nekaterih vrst plastične embalaže. V vseh teh primerih, pride do trenja med dvema materialoma. Rezultat so prosti elektroni, ti ustvarijo razliko potencialov, to pa privede do ESR, oziroma izenačevanje potencialov.

## Ščetne razelektritve
Ščetne razelektritve pridejo med elektrodo z ukrivljenostjo med 5 mm in 50 mm in z napetostjo od približno 500 kV/m. Razelektritve imajo obliko ščetke.

## Preprečevanje škode v elektroniki
Preprečevanje elektrostatičnega razelektrenja je osnovano na podlagi za elektrostatično zaščitenem prostoru. Elektrostatično zaščiten prostor je lahko majhna delovna postaja ali velika proizvodna površina. Glavne lastnosti elektrostatično zaščitenega prostora so:
- v njem niso prisotni material, ki bi se v bližini na elektrostatično razelektritev občutljive elektronike naelektrili:
- vsi prevodni materiali so ozemljeni;
- ozemljeni so delavci;
- preprečeno je naelektrenje na elektroniki, občutljivi na elektrostatično razelektritev.

Za opredelitev tipičnih elektrostatično zaščitenih prostorov se uporabljajo standardi Mednarodne komisije za elektrotehniko (International Electrotechnical Commission - IEC) in Ameriškega nacionalnega inštituta za standarde (American National Standards Institute - ANSI).
Preprečevanje elektrostatičnih razelektrenj znotraj elektrostatičnega zaščitnega prostora lahko vključuje uporabo ustrezno neelektrostatično razelektritvene embalaže ki, z uporabo prevodnih filamentov za oblačila montažnih delavcev, prevodni zapestni trakovi in obuval za preprečitev nabiranja visoke napetosti na telesih delavcev, anti-statične preproge ali tla iz prevodnih materialov za odvajanje škodljivih električnih nabojev stran od delovnega področja, in nadzor vlažnosti. Vlažni pogoji preprečujejo ustvarjanje elektrostatične napetosti, saj tanko plast vlage, ki se nabira na večini površin služi za razpršitev električnih nabojev.
Ionizatorji zraka se včasih uporabljajo za injiciranje ionov v okolje. Ionizacijski sistem pomaga nevtralizirati površinsko naelektrenje na izolacijskih in dielektričnih materialih. Izolacijski materiali, nagnjeni k naelektrenju, morajo biti odmaknjeni od občutljivih naprav, da se prepreči nenamerno nabijanje naprav z indukcijo.
Na letalih se uporabljajo statični razbremenilniki na zadnjih robovih kril in drugih površinah.
Proizvajalci in uporabniki integriranih vezij morajo sprejeti varnostne ukrepe, da bi se izognili elektrostatičnim razelektrenjim.Preprečevanje elektrostatičnih razelektrenj je lahko del same naprave in vključuje posebne tehnike oblikovanja za vhodne in izhodne kontakte. Zunanji deli se ščitijo tudi s postavitvijo tokokroga.
Zaradi narave dielektrične komponente elektronike in sklopov, elektrostatično nabijanje ni mogoče v celoti preprečiti pri ravnanju z napravami. Večina elektrostatičnih praznjen na občutljivih elektronskih napravah in komponentah so tako majhni, da je proizvodnja in ravnanje z njimi z avtomatizirano opremo. Preprečevanje elektrostatičnih praznjenj je zato zelo pomembno pri teh postopkih, kjer se komponenta dotika na opremi površin. Poleg tega je pomembno, da se prepreči elektrostatična praznjenja, ko je sestavni del elektrostatično razelektritveno občutljiv povezan z drugimi prevodnimi deli samega izdelka. Učinkovit način za preprečevanje elektrostatična razelektrenja je uporaba materialov, ki niso preveč prevodni, ampak se bo počasi odvedla statika. Ti materiali se imenujejo statični odvodniki in imajo upornost vrednosti v razponu od 105 do 1011 ohm-metrov. Material v avtomatizirani proizvodnji, ki se bo dotaknil prevodnih področjih občutljive elektronike na elektrostatična praznjenja, bi bilo potrebno izdelati iz statično odvodnih materijalov, ter te materijale ozemljiti.

## Simulacija in testiranje za elektronske naprave
Pri testiranju dovzetnosti elektronske naprave za elektrostatično razelektrenje zaradi človeškega dotika se uporablja simulator elektrostatičnega razelektrenja s posebnim izhodnim vezjem, ki je pogosto uporabljen in je imenovan model človeško telo. Ta sestoji iz kondenzatorja v seriji z uporom. Kondenzator je napolnjen na določeno visoko napetost iz zunanjega vira, nato pa hitro spraznjen skozi upor v električni terminal na napravi, ki se preizkuša.
Eden od najbolj razširjenih modelov je opredeljen v svetovnem združenju inženirskih električnih naprav JEDEC 22-A114-B standardu, ki določa 100 pikofaradni kondenzator in 1500 ohmski upor. Druga podobna standarda sta MIL-STD-883 Metoda 3015, in pri združenju elektrostatičnih razelektrenj ESD STM5.1. Za sklic na standarde Evropske Unije se uporablja IEC-61000-4-2 specifikacija preizkusa za informacijske tehnološke opreme.
Smernice in zahteve so podane za geometrijo testne celice, specifikacije generatorja, stopnje preizkusa, stopnje razelektritve in oblike vala, vrstah in mestih odvajanja na testiranem proizvodu, in funkcionalne kriterije za preizkušanje vzdržljivosti proizvoda.
Test napolnjene modelne naprave se uporablja za opredelitev elektrostatičnega razelekrenja. Naprava zdrži test, ko se naprava sama elektrostatično nabija in razelektruje zaradi kovinskega kontakta.
Ta tip praznjenja, je najbolj pogosta oblika elektrostatičnega razelekrenja v elektronskih napravah in povzroča večino škode v predelovalnih dejavnostih. Odvajanje z napolnjene naprave testnega modela je odvisno predvsem od parazitskih parametrov odvajanja in je močno odvisno od velikost in tipa paketa komponente. Eden od najbolj razširjenih simulacij preizkusa napolnjene modelne naprave je opredeljena v svetovnem združenju inženirskih električnih naprav  (Joint Electron Devices Engineering Council  - JEDEC).
Drugi standardizirani preizkusi vezja elektrostatičnega razelekrenja vključujejo naslednje:
- model stroja

- linijski prenos impulzov